# Paulo César Tinga
Paulo César Tinga (Porto Alegre, 1978. január 13. –) brazil válogatott labdarúgó.

## Nemzeti válogatott
A brazil válogatottban 4 mérkőzést játszott.

## Statisztika
| Brazil válogatott | Brazil válogatott | Brazil válogatott |
| Időszak           | Mérk.             | gól               |
| ----------------- | ----------------- | ----------------- |
| 2001              | 2                 | 0                 |
| 2002              | 0                 | 0                 |
| 2003              | 0                 | 0                 |
| 2004              | 0                 | 0                 |
| 2005              | 0                 | 0                 |
| 2006              | 1                 | 0                 |
| 2007              | 1                 | 0                 |
| Összesen          | 4                 | 0                 |